# Kroksjön (Ringamåla socken, Blekinge)
Kroksjön är en sjö i Karlshamns kommun i Blekinge och ingår i Bräkneån-Mieåns kustområde. Sjön är 3,6 meter djup, har en yta på 0,0412 kvadratkilometer och är belägen 100 meter över havet.